# Command & Conquer: Yuri's Revenge
Command & Conquer: Yuri's Revenge es un paquete de expansión para Command & Conquer: Red Alert 2 desarrollado por Westwood Pacific. El juego fue lanzado en Norteamérica el 10 de octubre de 2001 por EA Games. El juego se centra en una sombría figura ex soviética llamada Yuri que ha establecido su propio ejército secreto y representa una amenaza para la libre voluntad del mundo.

## Trama
En Command and Conquer: Yuri's Revenge, la historia inicia suponiendo que los Aliados salieron ganando en Red Alert 2. El juego empieza con la Casa Blanca que anuncia el estatus DEFCON 2 (Condición de preparación de Defensa, en inglés), ya que Yuri, el exjefe del Cuerpo de Psíquicos Soviéticos, planea tomar el mundo a través del control mental, se logra mediante la activación de una red construida en secreto de Dominadores Psíquicos en todo el mundo. Estados Unidos lanza un ataque aéreo contra el Dominadores Psíquicos en la isla de Alcatraz. A pesar de las fuertes bajas, el dispositivo pierde potencia. Pero el resto del planeta sucumbe rápidamente al control mental de Yuri.

### Rama de la historia de los aliados

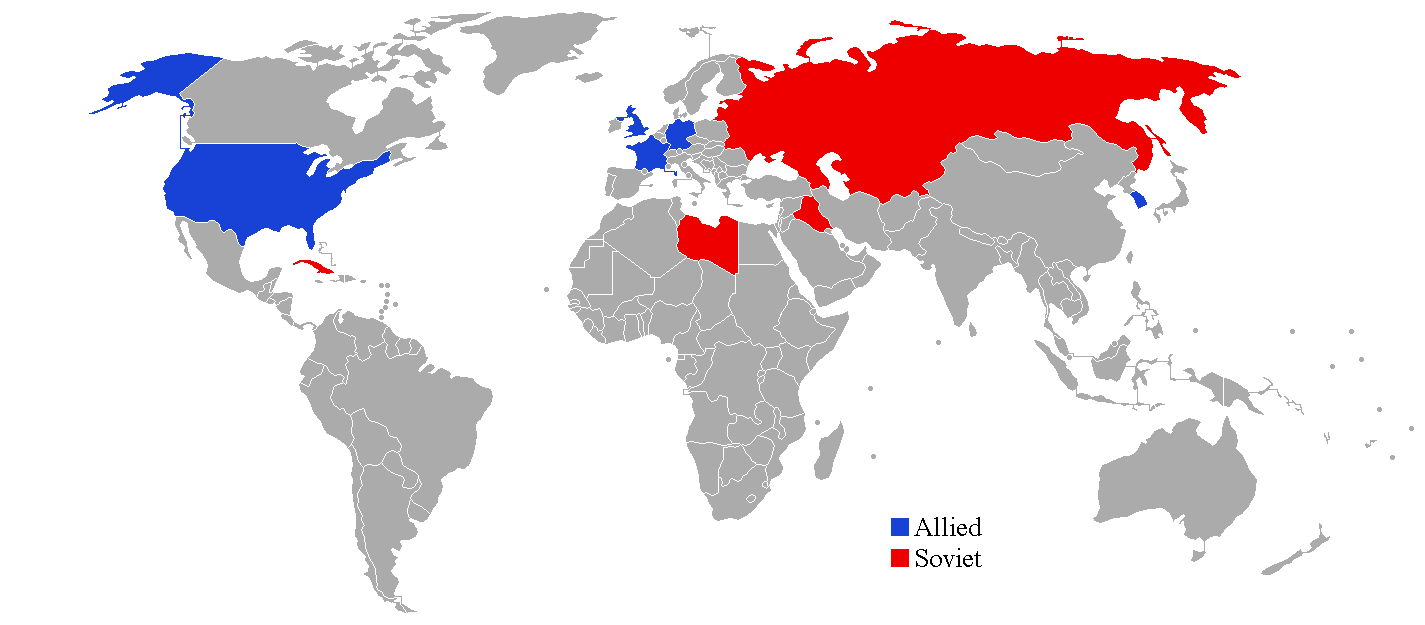
Mapa anacrónico de aliados y soviéticos.
Azul: Aliados
Rojo: Soviéticos
- El territorio de Yuri no es mostrado

El comandante aliado es enviado a San Francisco para defender y activar una máquina de tiempo; los Aliados planean retroceder en el tiempo y evitar que los Dominadores Psíquicos de Yuri se conecten. Una vez que se han asegurado suficientes plantas de energía, el jugador retrocede en el tiempo, llegando en el momento en que las fuerzas soviéticas están invadiendo San Francisco por primera vez. Los soviéticos, sorprendidos, son derrotados y el Dominador Psíquico en construcción en la isla de Alcatraz es destruido.
El comandante aliado es enviado a Los Ángeles, donde Yuri está matando a la población de la ciudad, convirtiéndolos en materia prima. El comandante libera Los Ángeles con la ayuda de unidades fuertemente armadas. Luego, el comandante es enviado a Seattle luego de recibir una declaración del presidente de Massivesoft Corporation (parodias de Bill Gates y Microsoft Corporation): Yuri ha tomado el control del campus de Massivesoft para obtener fondos y desarrollar software genético. El comandante se involucra en una guerra urbana para controlar las centrales eléctricas locales, lo que evita que Yuri alimente su silo nuclear mientras que, en cambio, alimenta a la super-arma Aliada. Después de estas victorias, Yuri captura a Albert Einstein, lo que lo obliga a trabajar en su Dominador Psíquico cerca de la Gran Pirámide de Egipto. La comando de los Aliados Tanya Adams, sin embargo, libera a Einstein, quien ha saboteado el Dominador Psíquico. El comandante puede usarlo una vez antes de que explote. Las fuerzas aliadas atacan las instalaciones de clonación de Yuri en Sídney, Australia. Yuri tiene la intención de secuestrar a los líderes mundiales y reemplazarlos con clones controlados por la mente.
Con el deseo de concluir la guerra contra Yuri, los líderes aliados y soviéticos se reúnen en el edificio del Parlamento en Londres para firmar un tratado de paz y cooperación conjunta. Sin embargo, bajo el control mental de Yuri, la teniente aliada Eva divulga la ubicación. El Comandante Aliado se ve obligado a defender el edificio contra el ataque de Yuri el tiempo suficiente para que el tratado sea ratificado con uno poco de ayuda de la Armada Soviética.
La teniente Eva rastrea la transmisión de control mental de Yuri, exponiendo su base de operaciones en la Península antártica. Se lanza una invasión conjunta soviética-aliada, que erradica la base y captura a Yuri, quien es encerrado en una Cámara de Aislamiento Psíquico, donde "no podrá controlar mentalmente a una mosca". Así como el general Carville felicita al comandante, las dos líneas de tiempo comienzan a fusionarse. En la nueva línea de tiempo, en lugar de la de Yuri, fue el propio Carville quien interrumpió la reunión de emergencia en la Casa Blanca, para gran sorpresa del presidente Dugan. Mientras tanto, Tanya invitó al comandante a la gala de la victoria, tal como lo hizo en la línea de tiempo anterior. Sin embargo, fue interrumpida por la teniente Eva esta vez, quien también invitó al comandante a asistir. Tanya se queja a Einstein de que no entendió bien la línea de tiempo y pide que le enviaran de vuelta hace dos horas. Luego, con un guiño, le dice al comandante que lo atraparía en la repetición.

### Rama de la historia de los soviéticos
Un equipo de ataque soviético logra capturar la máquina del tiempo aliada. Después de un mal uso, que lleva a los soviéticos a la era cretácica, los soviéticos llegan a San Francisco durante la ocupación soviética y destruyen el Dominador Psíquico aún incompleto de Yuri. Para evitar un futuro en el que la Unión Soviética pierda la guerra contra los Aliados, el comandante soviético se pone a cargo del asalto al prototipo de la Cronósfera Aliada en el Selva Negra, Alemania. De lo contrario, este asalto habría fracasado, como se ve en Command & Conquer: Red Alert 2. Sin la Cronósfera, la Unión Soviética se convierte en la superpotencia mundial de facto y se concentra en destruir a Yuri.
Yuri ocupa Londres. Habiendo controlado mentalmente a las fuerzas aliadas allí, comienza a masacrar a sus ciudadanos para obtener materias primas y construir un dominador psíquico. Para detener esto, las fuerzas soviéticas se infiltran en Londres y destruyen un Faro Psíquico allí, liberando al ejército aliado local del control mental de Yuri. Una fuerza conjunta soviética y aliada arrasa a los dominadores psíquicos minutos antes de ponerse en funcionamiento.
Después de rescatar al Primer ministro soviético, cuyo avión fue derribado sobre Casablanca, Marruecos, el comandante soviético se despliega a una isla inexplorada en el océano Pacífico donde Yuri ha establecido una gran base. Después de una extensa batalla, la base es capturada. Se revela que es una instalación de lanzamiento que aloja una nave espacial programada para volar a la Luna, que Yuri pretende utilizar como refugio cuando la red del Dominador Psíquico se conecte. Los soviéticos usan este cohete para enviar un grupo de trabajo especializado allí, arrasando y saqueando las bases de Yuri.
Yuri es descubierto en su casa ancestral de Transilvania, donde ha combinado sus propias fuerzas con fuerzas aliadas y soviéticas controladas mentalmente alrededor de su fortaleza. Sin embargo, a pesar de su fuerza, el comandante soviético derrota las fuerzas de Yuri y arrasa el castillo de Yuri. En un último esfuerzo, Yuri activa la máquina del tiempo que ha robado de San Francisco. Sin embargo, el teniente soviético Zofia interfiere, lo que hace que Yuri viaje al Cretácico temprano con reservas de energía agotadas. Atrapado en el tiempo, Yuri es devorado por un Tyrannosaurus Rex. La Unión Soviética impone el comunismo en todo el mundo y comienza a construir su programa espacial, listo para difundir su gloriosa causa en los confines del espacio.

## Jugabilidad
El modo de juego principal de Yuri's Revenge es muy similar al de su predecesor, Command & Conquer: Red Alert 2. El objetivo del juego es reunir recursos mientras entrenas a un ejército para defender la base del jugador y atacar a los enemigos del jugador.

### Adicionales
La expansión presenta dos nuevas campañas, una para los aliados y otra para la Unión Soviética, cada una de las cuales consta de siete misiones. Una nueva facción, Yuri, se presenta en Yuri's Revenge, que es el antagonista principal en ambas campañas y se puede jugar en modo multijugador, pero carece de su propia campaña para un solo jugador. La facción de Yuri consiste en su mayoría en unidades y edificios nuevos, así como los clones de Yuri y los Cubículos de Clonación previamente disponibles para los soviéticos. Sus unidades generalmente se basan en elementos tácticos no convencionales, como su característico control mental.
Las facciones de Red Alert 2 también reciben nuevas características. Los aliados obtienen la nueva infantería antitanque Guardian GI. Sus nuevos Tanques Robot son inmunes al control mental y el búnker móvil Battle Fortress puede aplastar a los vehículos enemigos. Su comando, Tanya Adams, ahora puede destruir vehículos. Los soviéticos reciben la estructura defensiva del Búnker de Batalla desde la cual la infantería acorazada puede disparar. Su nueva unidad de comando Boris (que reemplaza a Yuri) es capaz de derrotar a la mayoría de las unidades terrestres individualmente y llamar a ataques aéreos en edificios. Sus nuevos helicópteros de combate pueden aterrizar y desplegar armas de artillería. Su nueva Planta Industrial (que reemplaza las cubas de clonación) reduce el costo de los vehículos producidos.
Todos los tipos de unidades ahora tienen voces únicas. En Red Alert 2, esto estaba restringido a infantería y aeronaves; los vehículos compartían las mismas voces por facción.
También se agregaron varias habilidades de apoyo: los escudos de la Fuerza, disponibles para todas las facciones, hacen que los edificios sean invulnerables temporalmente a costa de la pérdida de energía de la facción. Los soviéticos tienen acceso a aviones espía que pueden explorar el territorio. Yuri puede usar su radar psíquico para revelar territorio, y tiene acceso al mutador genético y al dominador psíquico, el último de los cuales es tan poderoso como el dispositivo de control del clima de los Aliados y los misiles nucleares soviéticos.
El concepto de "edificios tecnológicos" presente en Red Alert 2 se aamplió en Yuri's Revenge. Al igual que en Red Alert 2, la captura de edificios tecnológicos le da al jugador acceso a diversas bonificaciones, pero se agregaron nuevos edificios y algunos de los antiguos se modificaron para ser más beneficiosos. Los nuevos edificios tecnológicos incluyen centrales eléctricas, talleres mecánicos para la reparación automática de vehículos y barcos, y laboratorios secretos para desbloquear armamento, de lo contrario no serán disponibles para la facción del jugador.

## Recepción
Yuri's Revenge ha recibido críticas en su mayoría positivas. GameRankings reporta un puntaje promedio de 85% basado en 30 revisiones. IGN le dio al juego 8.6 sobre 10, diciendo que "le da a un juego realmente excelente algunas mejoras realmente impresionantes". La falta de una campaña de un solo jugador para el ejército de Yuri se notó como una debilidad. GameSpot dijo que "Todas sus nuevas características se combinan para hacer que Yuri's Revenge sea ideal o incluso absolutamente necesaria para cualquiera que haya disfrutado de Red Alert 2", y le dio 8.5 de 10.
Los editores de PC Gamer US nombraron Yuri's Revenge el mejor paquete de expansión de 2001, junto con Baldur's Gate II: Throne of Bhaal. Escribieron que "revitaliza un juego que ya es excelente, y es otra razón más para comprar Red Alert 2".